# Crisol de raças

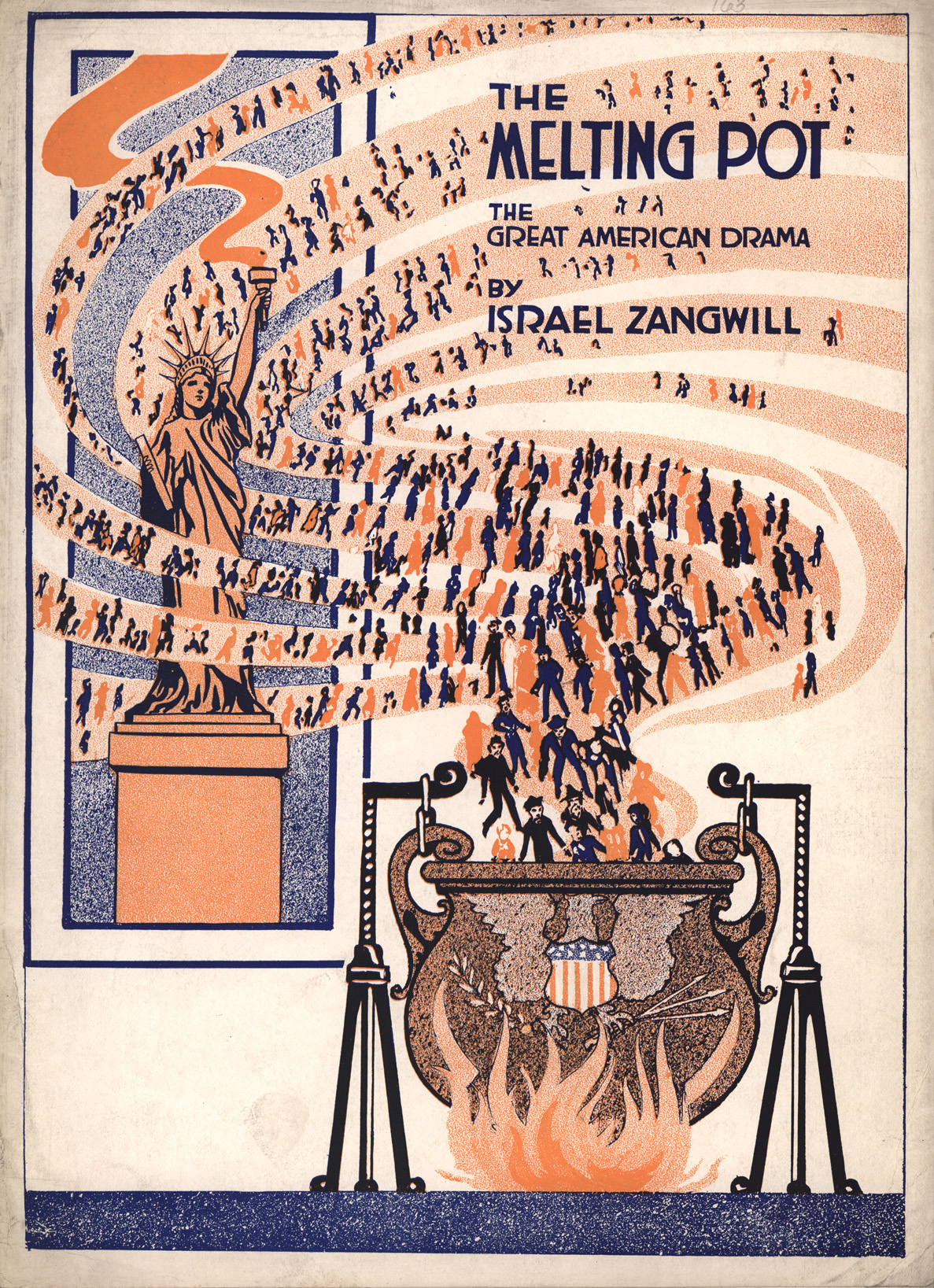
Imagem dos Estados Unidos como um crisol de raças popularizada pela peça homônima de 1908

Crisol de raças (em inglês:  melting pot), também chamado de caldeirão de raças ou de culturas, é uma metáfora para uma sociedade heterogênea que se torna mais homogênea quando os diferentes elementos fundem num conjunto harmonioso, com uma cultura comum;  ou vice-versa, quando uma sociedade homogênea torna-se mais heterogênea através do afluxo de componentes estranhos com diferentes origens culturais e com um potencial de criação de desarmonia com a cultura anterior. Historicamente, o termo é muitas vezes usado para descrever a assimilação de imigrantes para os Estados Unidos. A metáfora melting pot foi usada pela primeira vez por volta de 1780. O termo exato "melting pot" entrou em uso geral nos Estados Unidos depois de ter sido usado como uma metáfora que descreve uma fusão de nacionalidades, culturas e etnias em uma peça teatral homônima de 1908.
O desejo de assimilação e o modelo "caldeirão de culturas" foi reconsiderado pelos defensores do multiculturalismo, que sugeriram metáforas alternativas para descrever a sociedade estadunidense atual, como um mosaico ou caleidoscópio, em que diferentes culturas misturam-se, mas permanecem distintas em alguns aspectos. Outros argumentam que a assimilação cultural é importante para a manutenção da unidade nacional e deve ser promovida.